# Air Doll
Air Doll (japanisch 空気人形 Kūki Ningyō) ist ein japanischer Film von Hirokazu Koreeda aus dem Jahr 2009. Der Film basiert auf einem Manga von Yoshiie Gōda.

## Handlung
Der Film handelt von dem vierzigjährigen Junggesellen Hideo, der eine aufblasbare Sexpuppe besitzt, die er Nozomi nennt. Er führt mit ihr ein Leben wie mit einer Geliebten, denn er spricht mit ihr, er isst mit ihr, hat Sex mit ihr und er kauft ihr Kleider. Als Hideo eines Tages auf der Arbeit ist, erwacht Nozomi zum Leben und erkundet die Stadt. Dabei wird sie sich bewusst, dass sie eine Puppe ist und keine Seele hat, aber auch die anderen Menschen in der Großstadt Tokyo wirken so, als ob sie Puppen wären.

## Kritik
„Der verspielte, phantastische, bildstarke Film über eine Puppe, die richtig Frau, richtig Mensch sein will, kann zu Beginn vielleicht etwas verunsichern. Doch von Minute zu Minute nimmt er einen mehr in die zauberhafte, poetische Welt eines radikalen philosophischen Diskurses. In früheren Werken ging es Kore-eda um den Übergang vom Leben zum Tod, vom Sein zum Nichtsein. Der neue Film sei ganz anders, meinte er kürzlich bei einer Aufführung. Diesmal gehe er vom Nichtsein zum Sein, wolle er zeigen, was den Menschen zum Menschen mache.“